# Bartholomäus Ponholzer
Bartholomäus Ponholzer (* 12. März 1827 in Ostersee; † 25. April 1892 in Augsburg) war römisch-katholischer Priester, Präses im Kolpingwerk, Autor und Zeitungsredakteur.

## Leben
Bartholomäus Ponholzer wurde als ältestes von sechs Kindern der Eheleute Vitus Ponholzer (1795–1868) und Magdalena Bocksberger (1793–1887) auf dem Valentin-Hof im Weiler Ostersee (heute Gemeinde Iffeldorf; Hausnummer 42) geboren. Bevor er von 1841 bis 1849 das Gymnasium in Freising besuchte, erhielt Ponholzer vom Iffeldorfer Pfarrer Alois Mayer (1794–1866) den ersten Lateinunterricht.
Für das Studienjahr 1849/1850 war Ponholzer als Kandidat der Philosophie am Königlichen Lyceum in Freising verzeichnet. Sein Studium der Theologie setzte er an der heutigen Ludwig-Maximilians-Universität in München fort und gehörte dem Priesterseminar Georgianum an. An der Theologischen Fakultät lehrten damals unter anderen: Ignaz von Döllinger (Kirchengeschichte), Max von Stadlbaur (Dogmatik), Franz Xaver Reithmayr (neutestamentliche Exegese), Daniel Bonifaz von Haneberg (alttestamentliche Exegese und biblisch-orientalischen Sprachen), Franz Michael Permaneder (Kirchenrecht) und als Privatdozent Joseph Hergenröther.
Nach seiner Priesterweihe am 7. August 1853 wurde Ponholzer Kommorant in Königsdorf (Erzbistum München und Freising). 1855 kehrte er als Kaplan in Nassenbeuren in sein Heimatbistum Augsburg zurück. In Landsberg am Lech, wo er seit 1856 als Stadtkaplan tätig war, wirkte er 1857 an der Gründung des Katholischen Gesellenvereines mit. Als Präses von Landsberg nahm Ponholzer an der zweiten Generalversammlung der Katholischen Gesellenvereine Bayerns vom 13. bis 15. Juni 1858 in München teil, auf der Adolph Kolping zwei Reden hielt. Im selben Jahr wurde er laut Augsburger Postzeitung als Kaplan nach Ebratshofen versetzt, wo sein früherer Heimatpfarrer Alois Mayer seit 1847 als Seelsorger wirkte. 1860 trat Ponholzer die Stelle des Stadtkaplans in Kempten an und wurde Religionslehrer an der dortigen „Königlichen Landwirtschafts- und Gewerbsschule“. Als Vizepräses des Katholischen Gesellenvereins in Kempten verfasste er erste Bühnenstücke.
Ab 1861 wirkte er als Katechet unter anderem an den Klosterschulen in Maria Stern und St. Ursula in Augsburg. Nach dem Tod von Präses Benedikt Ostner (1826–1862) wurde Ponholzer zusätzlich Präses des Katholischen Gesellenvereins in Augsburg, heute Kolpingsfamilie Augsburg-Zentral, und Vorsitzender der 1859 gegründeten Katholische Gesellenhausstiftung Augsburg, der heutigen Kolping-Stiftung Augsburg. Ab diesem Zeitpunkt wohnte Ponholzer bis zu seinem Tod im Kolpinghaus, Windgasse Litera F 14, heute Frauentorstraße 29. König Ludwig II. verlieh Ponholzer 1870 das Benefizium St. Servatius, St. Michael und St. Anton bei St. Moritz in Augsburg.
Bartholomäus Ponholzer starb infolge einer Influenza-Erkrankung und wurde auf dem Katholischen Friedhof an der Hermanstraße beigesetzt. Nach dem Lebensbild, das sein Nachfolger als Diözesanpräses, Domprediger Max Steigenberger (1847–1918), veröffentlicht hat, haben Bischof Pankratius von Dinkel, Kolping-Generalpräses Sebastian Schäffer und der Erzbischof von Wien, Anton Josef Kardinal Gruscha den Verstorbenen in einem Nachruf geehrt.

## Wirken

### Kolping-Diözesanpräses
Joseph Kehrein schrieb, dass Ponholzer bereits 1862 die Aufgabe des Diözesanpräses für alle Katholischen Gesellenvereine im Bistum Augsburg übernommen hätte. Mit der 5. Kolping-Generalversammlung 1858 in Köln war mit der Einführung der Diözesanverbände und Diözesanpräsides ein wichtiger Markstein in der organisatorischen Entwicklung des Verbandes beschritten worden. Peter Sprandel geht im zweiten Teil der Geschichte des Kolpingwerk Diözesanverband Augsburg allerdings davon aus, dass die Gründung im Bistum Augsburg vermutlich erst Ende 1864, Anfang 1865 erfolgte. Er hält fest: „Eine genaue Datierung ist aufgrund der Quellenlage nicht möglich.“ Das von der Kolping-Generalversammlung 1864 in Würzburg beschlossene Promemoria an die Bischöfe, das u. a. die Einführung von Diözesanpräsides und -verbänden beschleunigen sollte, unterzeichnete Ponholzer bereits als Diözesanpräses. Als Diözesanpräses war Ponholzer viel im Bistum unterwegs, um die Gesellenvereine zu besuchen. Sprandel nennt Ponholzer die „herausragendste Persönlichkeit“ unter den Diözesanpräsides und berichtet, dass in seiner Amtszeit 45 Vereine, darunter 24 Gesellen- und 21 St.-Josephsvereine, gegründet wurden.

### Volksdramen zur Belehrung und Unterhaltung
Die Neue Augsburger Zeitung berichtete im Januar 1863, dass Ponholzer kurz nach seinem Amtsantritt im Kolpinghaus in Augsburg eine Bühne einbauen ließ und mit den Gesellen die ersten von ihm selbst verfassten Bühnenstücke aufgeführt hat. Da in den Gesellenvereinen nur Männer Mitglieder waren, schrieb Ponholzer vor allem Bühnenstücke mit nur männlichen Rollen. Ausnahme ist der Band 5 seiner Volksdramen, den er – nur mit Frauenrollen – „den Instituten und Jungfrauen-Vereinen“ gewidmet hat.
Der Titel der „Volksdramen zur Belehrung und Unterhaltung“ ist eine programmatische Aussage zum Ziel und Zweck. Ponholzer wünschte den Empfängern seiner Werke: „Möge die dramatische Vorführung dieses biblischen Stückes sowohl beim Darsteller als auch beim Beschauer den lehrreichen Inhalt und moralischen Werth lebendig ins Gedächtnis rufen.“ Die zweite Intention, warum Ponholzer Theaterstücke verfasste, beschrieb er in der vierten Folge: „Die Zukunft wird es uns dankbar nachrufen, dass wir im gegenwärtigen Ringen zwischen Religion und Unglaube nicht unthätig waren, sondern redlich… mitgefochten haben, dem Sinn fürs Edlere und wahrhaft Schöne zum Siege zu verhelfen und den verdorbenen Geschmack an edlen Speisen allmälig an eine gesund Nahrung zu gewöhnen.“
Im Sinne eines Volkstheaters schrieb er neben Schauspielen auch Tableaus (Lebendige Bilder, Schaubilder), Oratorien, Opern und Operetten für die Darsteller des Laienspiels. Häufig können die verschiedenen Gattungen durch Ergänzungen gewechselt, vermischt oder erweitert werden. In den Einführungen gab Ponholzer Tipps, wie die Stücke auf kleine oder große Bühnen und auf unterschiedliche Besetzungen angepasst werden können.
Noten zu den musikalischen Elementen konnten bei der Buchhandlung Kranzfelder in Augsburg, bei der die Volksdramen erschienen sind, bezogen werden. Als Komponisten werden u. a. genannt: Abbé Pan, P. Holzer, Bernhard Mettenleiter, Max Britzelmayr, Karl Kempter, Benno Widmann, Eduard Komprecht, Adolf Schanderl und Karl Kammerlander.
Die Stücke wurden von Gesellenvereinen und anderen Gruppen an unterschiedlichen Orten aufgeführt (z. B. Der Sieg des Kreuzes 1866 in Hohenwart, Die Offenbarung des Herrn 1870 in Rosenheim, Der verlorene Sohn 1876 in Bamberg, Justus, der Märtyrer von Rom Würzburg 1877, Heinrich von Kempten 1896 in Rosenheim). Am Ende der siebten Folge der Volksdramen wird erwähnt, dass die separate Ausgabe von den Hirten von Bethlehem bereits in der vierten Auflage erschienen ist. Weitere Auflagen der verschiedenen Werke erschienen zwischen 1914 und 1928 bei A. Heidelmann in Bonn.

### Wochenblatt für das christliche Volk

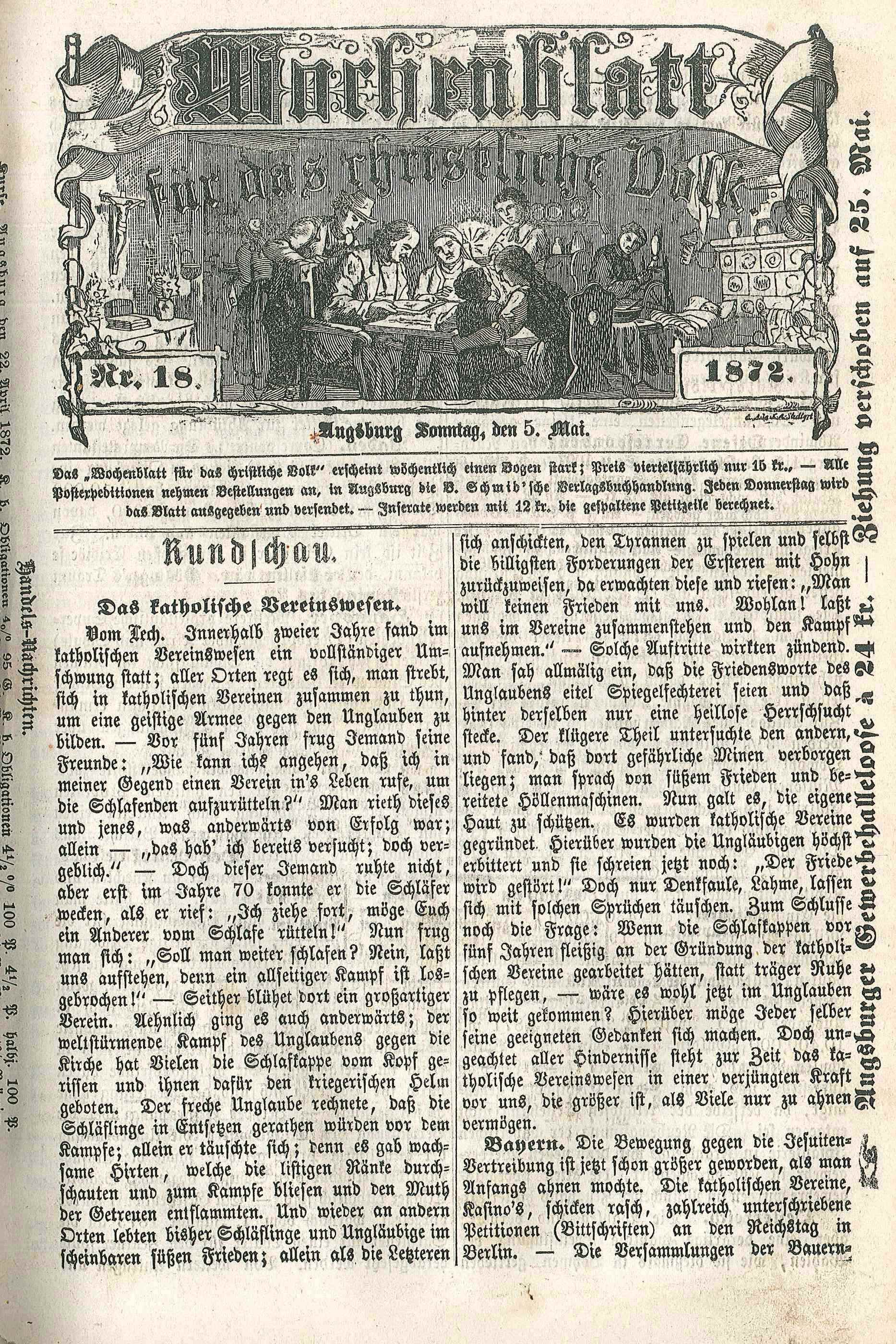
Wochenblatt für das christliche Volk 1872

Nachdem drei Probenummern vorausgegangen waren, erschien mit der Nummer eins vom 5. Juli 1863 in der „Schmid’schen Verlagsbuchhandlung“ in Augsburg bis 1902 wöchentlich Das Wochenblatt für das christliche Volk vom Verleger Alfons Manz.
Der Redakteur für die Nachrichten, die „Rundschau“, der Rubrik „Wissenswürdigem“, Reiseberichten, Rätsel/Knacknüsse, Handels-Nachrichten, Offene Korrespondenz/Antworten, Werbung, Anekdoten, Sprichwörtern und Schrannen-Berichte ist nicht genannt. Als „stadtbekannt“ sieht es das Augsburger Anzeigeblatt 1868 an, dass die Zeitung von Ponholzer redigiert wird. Der Schematismus des Bistums Augsburg nennt ihn 1870 als Redakteur. In späteren Ausgaben ist Ponholzer als „verantwortlicher Redakteur“ bezeichnet. Ponholzer wendete sich als „Er“ an seine Leser. So schrieb er zum Beispiel von seiner Romreise im Frühjahr 1870, während des Ersten Vatikanischen Konzils, an seine Leser einen Brief, der wie folgt beginnt: „Aus Rom. Wie? Werden die Leser des Wochenblattes sagen, aus Rom? Hat etwa ‚Er‘ geschrieben?“ Über die Italienreise berichtete Ponholzer dann in sieben Beiträgen im Mai und Juni 1870 seinen Lesern. Aber auch mit seinem Spitznamen „Pan“ tritt er im Wochenblatt in Erscheinung. So schreibt er beispielsweise im Mai 1870 in der „offenen Korrespondenz“ eine Besuchsankündigung: „An T. in Linz am Rhein: am 22. Juni ist Generalversammlung; Pan gedenkt am 20. zu kommen.“
Die in einer Auflage von 36.000 Exemplaren erscheinende Wochenzeitung fand seine „weiteste und nachhaltigste Verbreitung nicht nur im ganzen Königreiche Bayern, sondern auch in den angrenzenden österreichischen, preußischen, badischen und württembergischen Provinzen“. Die aus 2314 Einsendungen ausgewählten 30 Preisträger eines Rätsels von 1870 zeigen, dass unter den Abonnenten alle Regierungsbezirke Bayerns, vor allem aber Oberbayern (12), Schwaben (6) und Niederbayern (5) vertreten sind. Ein Gewinner wohnt in Eger (Böhmen), ein weiterer in Wipperfürth (Rheinpreußen). Unter den Lesern sind vor allem Landwirte (9) und Handwerker (7). Aber auch Priester, Lehrer, Kaufleute, Schüler und Soldaten sind vertreten.
In der öffentlichen Auseinandersetzung des Kulturkampfes stand das Wochenblatt und sein Redakteur unter Beschuss. Das Augsburger Anzeigeblatt schrieb 1868 über das „Vereinsorgan“ des Gesellenvereins: „Das ‚Wochenblatt für das christliche Volk‘, herausgegeben von Ponholzer, Präses des Gesellenvereines dahier. Nach dem einstimmigen Urtheile der schwarzen Herren selbst ist dieses Blatt eine grausige Schuttablagerung des schlechtesten Deutsches und eine Kloake grenzenlosest läppischer Gedankenverwirrung.“ An anderer Stelle bezeichnete die gleiche Zeitung Ponholzer als „ultramontane Dichter(größe?)“ und ironisch als „Dichterfürsten“, der für die „ultramontanen Ungebildeten“ schreibt. Das Wochenblatt wurde vom Anzeigeblatt als „Jesuitenblatt“ beschimpft.

### St.-Josephsvereine
„Ein besonderes Verdienst Ponholzers war die Förderung und Ausbreitung der St. Josephsvereine, mit der die Diözese Augsburg den Anfang machte. Mit der Gründung der St. Josephsvereine sollte vor allem in ländlichen Gebieten, wo das Handwerk weniger vertreten war, einerseits jungen Männern anderer Berufe, z.B. Landwirtssöhne und landwirtschaftliche Arbeitern der Zutritt in einen dem Gesellenverein zweckverwandten Verein ermöglicht werden, andererseits den Gesellen, die dort auf einen Gesellenverein verzichten mussten, ein Ersatz im St. Josephsverein geboten werden.“ Als „Brudervereine“ waren die Satzungen nach dem Vorbild der Gesellenvereine gestaltet. Sprandel listet den Verein in Egg an der Günz mit dem Gründungsjahr 1863 als ältesten auf. Ponholzer war nicht nur für die Josephsvereine im Bistum Augsburg Diözesanpräses, sondern stand als Centralpräses an der Spitze aller bayerischen Vereine. Die Kolping-Generalversammlung 1870 in Köln beschloss, dass alle Handwerksgesellen, die Mitglieder in Josephsvereinen waren, vollberechtigte Mitglieder des Gesellenvereins sind und dass die Josephsvereine der Struktur der Gesellenvereine unterstellt werden sollen. Für Ponholzer bedeutete dies, dass er bis zu seinem Tod zwar Diözesanpräses der Josesphsvereine blieb, aber sein Amt des Centralpräses an Landespräses Georg Mayr übergab.

### Vereine und Konferenzen
Ponholzer war mehrmals Teilnehmer an den „Generalversammlungen der Katholischen Vereine Deutschlands“, den heutigen Katholikentagen (1861 in München; 1864 in Würzburg, wo auch Adolph Kolping anwesend war und eine Generalversammlung der Gesellenvereine durchgeführt wurde; 1867 in Innsbruck; 1868 in Bamberg; 1876 in München).
In den Mitgliederlisten des Vereins für Christliche Kunst und bei Teilnehmerlisten von Generalversammlungen des Allgemeinen Cäcilien-Verbandes Deutschland erscheint der Name von Bartholomäus Ponholzer. In der Bischöflichen Zentralbibliothek Regensburg haben sich Briefe von Ponholzer an den ersten Generalpräses des Cäcilien-Verbandes, Franz Xaver Witt, erhalten.

### Wohltäter
„Jetzt habe ich nichts mehr, jetzt habe ich alles verschenkt“, soll Ponholzer kurz vor seinem Tod zu Max Steigenberger gesagt haben. Ein paar Zeugnisse für seine Wohltätigkeit haben sich erhalten. Zur „Unterstützung der Frauen und Kinder von den in’s Feld gezogenen Landwehrmännern und Reservisten“ stiftete Ponholzer wöchentlich 12 Kreuzer. Nach einem Brandunglück in Cham spendet er 25 Gulden. Über 42 Mark spendet er für das Bischöfliche Knabenseminar in Dillingen an der Donau. In jeder Ausgabe seiner Volksdramen hat er bereits am Anfang angekündigt: „Der Erlös ist zu einem wohlthätigen Zwecke bestimmt.“

## Werke
Die Bühnenstücke aus den sieben Bänden der „Volksdramen“ wurden einzeln als Textbücher für die Aufführung gedruckt und verkauft. Sie werden hier nur in der Inhaltsangabe und nicht zusätzlich in den separaten Ausgaben aufgeführt. Die Gattungsbezeichnungen (z. B. Drama, Oratorium) sind den Originalausgaben entnommen.
- Volksdramen zur Belehrung und Unterhaltung.  Kranzfelder, Augsburg 1862 (Digitalisat).
  - Schauspiele: Die Schweden in Landsberg (Drama); Der Doktor Pfiffikus (Drama); Ritter Heinrich von Kempten (Drama)
  - Lebende Bilder: Sieg des Kreuzes (Tableau); Kampf und Sieg des Glaubens, symbolisiert durch St. Georgius (Tableau); Die Hirten von Bethlehem (Tableau)
- Volksdramen zur Belehrung und Unterhaltung. Zweite Folge, Kranzfelder, Augsburg 1865 (Digitalisat).
  - Lebende Bilder: Die Offenbarung des Herrn in drei Teilen, Musik Karl Kempter (Dramatisches Oratorium); Der ägyptische Joseph (Dramatisches Oratorium); Der verlorene Sohn (Dramatisches dialogisches Oratorium)
  - Schauspiele: Der Großvater (Drama); Die Haberfeldtreiber oder der Streithansl von Mang (Volksschaustück aus den 30er Jahren im bayerischen Hochlande)
- Volksdramen zur Belehrung und Unterhaltung. Dritte Folge, Kranzfelder, Augsburg 1868 (Digitalisat).
  - Der ägyptische Joseph (Biblisches Volks-Schauspiel); Job, der fromme Dulder (Religiöses Schauspiel); Moses, der Befreier und Gesetzgeber des Volkes Israel (Biblisches Volks-Schauspiel); Petrus in Rom (Religiöses Schauspiel)
- Volksdramen zur Belehrung und Unterhaltung. Vierte Folge, Kranzfelder, Augsburg 1870 (Digitalisat).
  - Schauspiele: Die Talente (Biblisches Schauspiel); Paulus in Ephesus (Religiöses Volks-Schauspiel)
  - Dramatisches Oratorium: Das Ave Maria
  - Operetten: Christinus oder die erste Christenheit (Religiöse Operette); Die Feuerprobe oder die drei Jünglinge im Feuerofen (Biblische Operette); David, König von Israel
- Volksdramen zur Belehrung und Unterhaltung. Religiöse Schauspiele für Frauen-Darstellungen. Fünfte Folge, Kranzfelder, Augsburg 1872 (Digitalisat).
  - Operetten: Judith, die Heldin von Israel (Biblisches Schauspiel mit Gesang); Königin Esther (Biblisches Schauspiel mit Gesang)
  - Dramatisches Oratorium: Esther, als Vorbild der Kirche, oder Kampf und Sieg der Religion (Szenische Darstellung in Schaubildern, Deklamation und Gesang)
  - Schauspiele: Maria Magdalena oder Sünde und Sühne (Biblisches Schauspiel); Die Jungfrauen, oder Klugheit und Thorheit (Biblisches Schauspiel); Julia, die Martyrin von Rom (Christliches Schauspiel); Petronilla, die Braut des Herrn (Dramatische Szene)
- Volksdramen zur Belehrung und Unterhaltung. Sechste Folge, Kranzfelder, Augsburg 1874 (Digitalisat).
  - Schauspiele: Justus, der Martyrer von Rom (Schauspiel); St. Christof (Christliches Schauspiel); Bonifaz, der Apostel der Deutschen (Historisches Schauspiel)
  - Operetten: Jeremias, der Prophet des Herrn (Biblische Operette); Die Machabäer (Biblische Operette); St. Petri Befreiung (Biblisches Spiel mit Dialog, Gesang und Schaubildern)
  - Dramatisches Oratorium: Die Auferstehung des Herrn (Dramatisches Oratorium mit Deklamation, Chören und Schaubildern); Das Pfingstwunder (Dramatisches Oratorium mit Deklamation, Chören und Schaubildern)
- Volksdramen zur Belehrung und Unterhaltung. Siebente Folge, Kranzfelder, Augsburg 1877 (Digitalisat).
  - Operetten: Abraham, der Patriarch (Biblische Operette); Joseph in Ägypten (Biblische Operette); Tobias (Biblisches Schauspiel)
  - Schauspiele: Johannes auf Patmos (Religiös-dramatisches Spiel mit Dialog, Gesang und Schaubildern); Die Vorsehung des Herrn (Religiöses Schauspiel); Die Knaben von Nazareth (Biblisches Schauspiel mit Gesang)
  - Dramatische Oratorien: Salve Regina oder Maria die Königin (Religiöses Oratorium mit Deklamation, Gesang und Schaubildern); Der Wegweiser (Symbolisches Oratorium mit Deklamation, Gesang und Schaubildern); Die Braut des Hohenliedes (Oratorium)
- Kleines Marianum - oder die kleinen Tagzeiten von der unbefleckten Empfängnis der allerseligsten Jungfrau Maria, zusammengestellt, kurz erläutert und mit einer Beigabe von Meß-, Beicht- und Kommuniongebeten vermehrt von Bartholomäus Ponholzer, Priester der Diözese Augsburg. Schmid, Augsburg 1863.[55]
- Volkslieder zur geselligen Unterhaltung. Kranzfelder, Augsburg 1869 (Digitalisat).
- Otto von Wittelsbach, Herzog von Bayern. Vaterländisches Schauspiel in vier Akten. Auer, Donauwörth 1880.
- Pankratius, der heldenmütige Blut-Zeuge. Schauspiel aus der ersten Christenheit in 4 Akten mit Gesang; eine Weihe-Gabe zum 25-jährigen Bischofs-Jubiläum des Hochwürdigsten Hochgebornen Herrn Pankratius von Dinkel, Bischof von Augsburg. Kranzfelder Augsburg, 1883.